# 山本将太
山本 将太（やまもと しょうた、1989年7月1日 - ）は、日本のラグビー選手。

## プロフィール
- 大阪府出身。
- ポジションはセンター(CTB)、フルバック(FB)。
- 身長 178cm、体重 95kg
- 愛称はヤマショー。

## 略歴
ラグビーは中学から始めた。
2008年、大阪桐蔭高校卒業後、大阪産業大学に入る。
2012年、大阪産業大学卒業後、釜石シーウェイブスに加入。同年9月8日に行われたトップイーストリーグ第1節のヤクルトレビンズ戦に先発出場で公式戦初出場を果たした。
2013年、六甲ファイティングブルに加入。
2014年、ヤマハ発動機ジュビロに加入。
2017年、ヤマハ発動機ジュビロを退団した。